# 平昌公主
平昌公主（?—?），《晋书》作兴平公主，中国西秦文昭王乞伏炽磐之女。
429年，乞伏暮末擒获北凉太祖沮渠蒙逊世子沮渠兴国。沮渠蒙逊求以三十万斛谷子赎回沮渠兴国。乞伏暮末不同意，沮渠蒙逊改立沮渠兴国同母弟沮渠菩提为世子。乞伏暮末封沮渠兴国为散骑常侍，把妹妹平昌公主嫁给他。431年，西秦灭亡，乞伏暮末被夏國赫连定斩杀。沮渠兴国与吐谷浑作战时受伤而死。平昌公主不知所终。